# Ploceus megarhynchus
El tejedor de Finn (Ploceus megarhynchus) es una especie de ave paseriforme de la familia Ploceidae que vive en el norte del subcontinente indio.

## Descripción
La especie fue descrita por Allan Octavian Hume a partir de una muestra obtenida en Kaladhungi, cerca de Nainital; siendo posteriormente redescubierta en Terai, cerca de Calcuta, por Frank Finn. Oates lo llamó "la baya del este" en 1889, y Stuart Baker lo llamó “Baya de Finn” en la segunda edición (1925) de la Fauna de la India británica.

## Reproducción
Se reproducen de mayo a septiembre. Construyen el nido en la cima de los árboles o en cañas. El nido es de una estructura diferente al de otras especies de tejedores que se encuentran en la India, pero como en otros tejedores, está formado por tiras delgadas de hojas y cañas. Estas tiras se encuentran en todo el interior del nido, a diferencia de los demás tejedores, que sólo bordean el suelo del nido. Los machos tiran las hojas del árbol de anidamiento, haciendo el nido globular claramente visible.

## Hábitat y estado de conservación
Se encuentra en los valles del Ganges y del Brahmaputra, especialmente a los pies del Himalaya, en la India y Nepal, aunque también hay una población en el delta del Ganges en la frontera con Bangladés.
Está clasificado en la categoría de especie vulnerable en la Lista Roja de la UICN.

## Subespecies
Se conocen dos subespecies, la de la zona de Kumaon, y la salimalii, de Terai oriental:
- Ploceus megarhynchus megarhynchus
- Ploceus megarhynchus salimalii

### Citas
1. 1 2  De Juana, E; Del Hoyo, J; Fernández-Cruz, M; Ferrer, X; Sáez-Royuela, R; Sargatal, J (2010). «Nombres en castellano de las aves del mundo recomendados por la Sociedad Española de Ornitología (Decimoquinta parte: Orden Passeriformes, Familias Ploceidae a Parulidae)». Ardeola. Handbook of the Birds of the World (Madrid: SEO/BirdLife) 57 (2): 449-456. ISSN 0570-7358. Consultado el 15 de mayo de 2014.
2. 1 2  BirdLife International (2012). «Ploceus megarhynchus». Lista Roja de especies amenazadas de la UICN 2013.2 (en inglés). ISSN 2307-8235. Consultado el 26 de noviembre de 2013.
3. 1 2  Ibis p.356
4. ↑  Beolens, B., Watkins, M. (2003).  Christopher Helm., ed. Whose bird? Men and women commemorated in the common names of birds (en inglés).
5. ↑  Oates, EW (1890). Fauna of British India. Birds. Volume 2 (en inglés). Londres: Taylor and Francis. pp. 177-178. Consultado el 15 de mayo de 2014.
6. ↑  Baker, ECS (1925). Fauna of British India. Birds. Volume 3 (2 ed.) (en inglés). Londres: Taylor and Francis. pp. 69-70. Consultado el 15 de mayo de 2014.
7. ↑  «BirdLife International (2009) Species factsheet: “Ploceus megarhynchus”». BirdLife International: “Yellow Weaver” (en inglés). Consultado el 15 de mayo de 2014.